# Парк імені Треньова
Парк імені К. А. Треньова (крим. Trenöv adında park, також Сквер імені К. А. Треньова, до 1960 року — Парк Квітів) — одна з визначних пам'яток і візиток міста Сімферополя в Центральному районі міста.
Парк розташований між центральними вулицями Сімферополя: проспектом Кірова, вулицями Севастопольської, Чехова й Самокиша. Парк був створений в 1957 році і називався Парком Квітів. У 1960 році парку присвоїли ім'я видатного радянського прозаїка і драматурга Треньова Костянтина Андрійовича.

## Історія

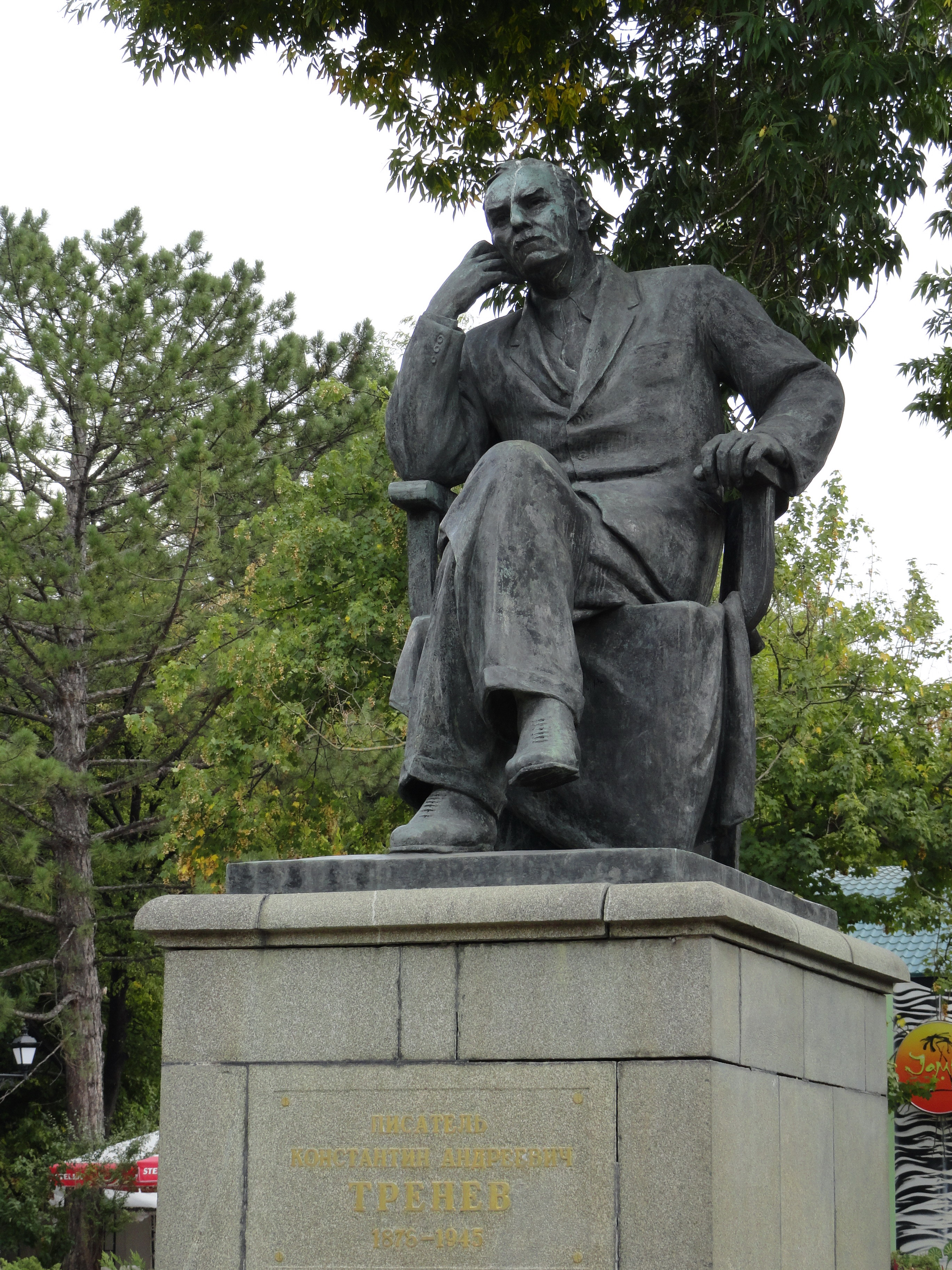
Пам'ятник Треньову

У 1957 році, коли для колгоспного ринку побудували нове місце і перенесли всіх торговців, було прийнято рішення на місці Базарної площі створити парк. Особливу увагу було приділено створенню великих барвистих клумб з квітами. У той час парк носив назву Парк Квітів. Традиція влаштовувати виставки квітів збереглася до першого десятиліття XXI століття.

### Відкриття пам'ятника і перейменування

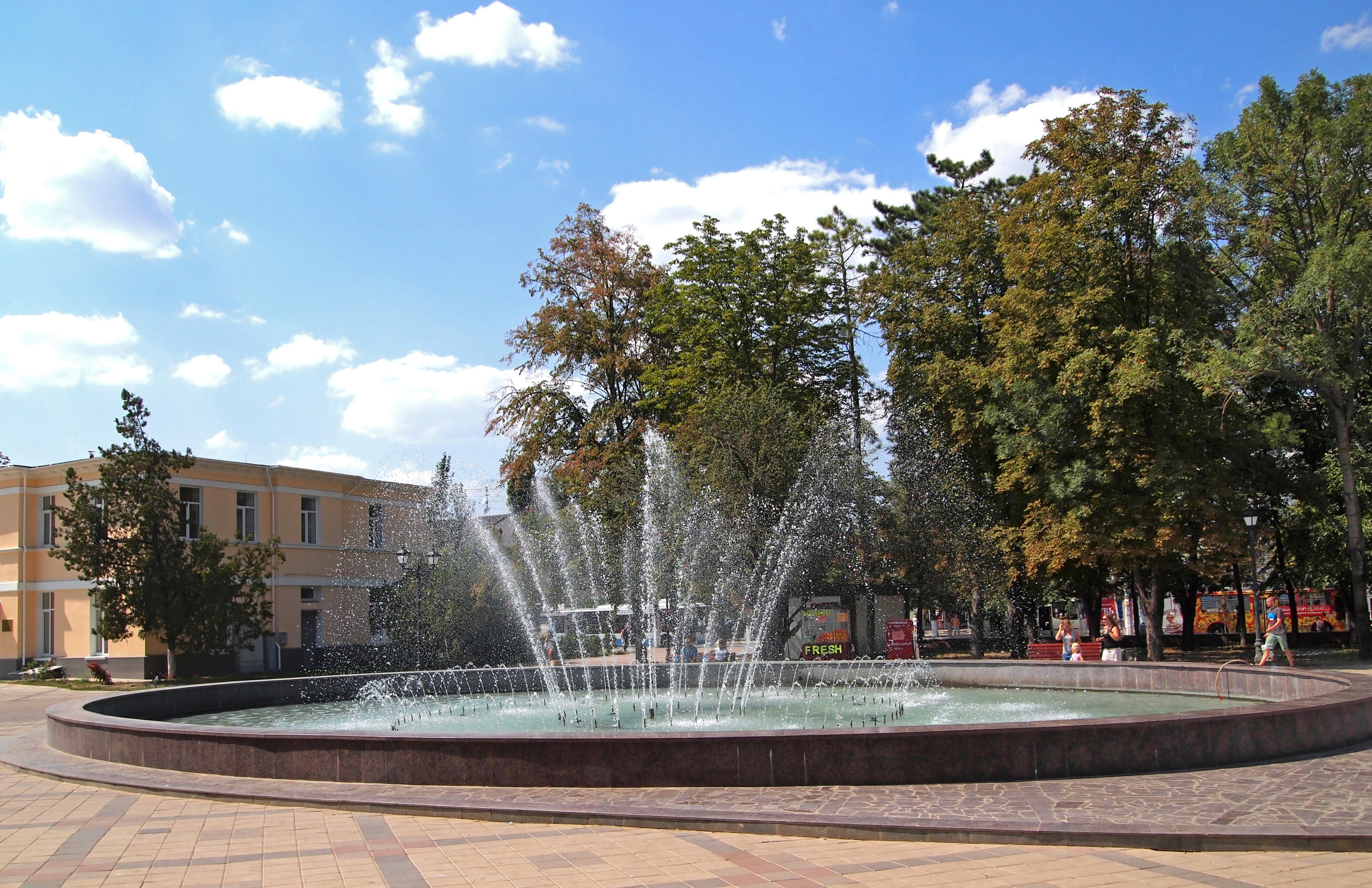
Фонтан в парку

У 1960 році в парку встановили пам'ятник письменнику і драматургу Костянтину Андрійовичу Треньову, який довго жив у Сімферополі. Пам'ятник являє собою бронзову 3-метрову фігуру сидить на постаменті з кримського діориту. Після установки пам'ятника сквер отримав ім'я видатного драматурга. Паралельно з цим на площі в парку почалася робота з будівництва фонтану. Фонтан в парку Треньова був побудований і зданий в експлуатацію одночасно з Українським театром на площі Леніна. Фонтан служив для системи охолодження і кондиціонування театру. Але для сімферопольців він став визначною пам'яткою центру міста. Це був перший кольоровомузичний фонтан в Сімферополі. Кімната управління була влаштована поруч з фонтаном під землею і технік входив за невелику загороду на зеленому газоні, відкривав люк і переховувався в підземне приміщення.
Згодом з появою нових парків в Сімферополі, зокрема Міського парку культури і відпочинку імені Юрія Гагаріна, парк Треньова втратив свою колишню славу і все частіше його стали іменувати сквером.

### Реконструкція
У березні 2011 року було розпочато реконструкцію скверу. До того моменту він був у жалюгідному стані. Фонтан не працював c середини 1990-х, клумби були занедбані. В ході реконструкції було встановлено новий світломузичний фонтанний комплекс, що складається з 4 фонтанів.
2 червня 2012 року відбулося урочисте відкриття реконструйованого парку імені Треньова.
У парку триває традиція проведення шкільного базару, який відкривається в серпні кожного року.

## Об'єкти парку
- Пам'ятник Костянтину Треньову (єдиний пам'ятник цьому письменникові)
- Світломузичний фонтанний комплекс
- Республіканська дошка пошани
- Будівля Дитячої музичної школи № 1 ім. Рахманінова